# Никола Кокарев
Никола Кокарев с псевдоним Пелистерски е български революционер, преспански войвода на Вътрешната македоно-одринска революционна организация.

## Биография
Никола Кокарев е роден през 1876 година в ресенското село Царедвор, тогава в Османската империя. Учи в Цариград и се присъединява към Цариградския комитет на ВМОРО през 1895 година. От 1897 година става агитатор и организатор на Ресенско, а от февруари 1903 година минава в нелегалност. На Смилевския конгрес на ВМОРО е делегат на Ресенския революционен район заедно със Славейко Арсов и Велян Илиев. На конгреса е определен за районен войвода на Долнопреспанския революционен район по време на Илинденско-Преображенското въстание заедно с Велян Илиев и Наум Фотев. Участва в много сражения с турската армия и башибозук, на 15 август 1903 година в битка в Дупенската планина е ранен и се самоубива. В същото сражение загива и Велян Илиев. Никола Кокарев е погребан в село Щърбово, Преспанско.